# Brwilno (gmina Stara Biała)
Brwilno – wieś w Polsce położona w województwie mazowieckim, w powiecie płockim, w gminie Stara Biała.
| SIMC    | Nazwa     | Rodzaj    |
| ------- | --------- | --------- |
| 0576094 | Antonówka | część wsi |

## Opis
Wieś szlachecka położona była w drugiej połowie XVI wieku w powiecie płockim  województwa płockiego. W latach 1975–1998 miejscowość należała administracyjnie do województwa płockiego.
We wsi znajduje się wybudowany w 1740 roku kościół pw. św. Andrzeja Apostoła, konsekrowany w 1787 przez sufragana płockiego Wojciecha Gadomskiego. Kruchta zachodnia powstała w XIX wieku. Późnorenesansowy pochodzący z początku XVII wieku ołtarz został przeniesiony z klasztoru norbertanek z Płocka po kasacie zakonu. Boczny ołtarz, późnorenesansowy z około 1630 roku, pochodzi z kościoła franciszkanów z Dobrzynia nad Wisłą. W nadprożu drzwi do zakrystii umieszczono napis fundacyjny „IR MK PP”, dotyczący zapewne Mateusza Krzemińskiego, oraz rok 1740. Na belce tęczowej znajduje się późnogotycka rzeźba Chrystusa Ukrzyżowanego z I połowy XVI wieku.
Dzwonnica przykościelna pochodzi z 1882 roku, ale do jej budowy użyto belek z poprzedniej, pochodzącej z połowy XVIII wieku. Dzwony zostały zrabowane przez Niemców w czasie I wojny światowej.
Na przykościelnym cmentarzu znajduje się nagrobek majora Wincentego Poznańskiego, pochodzący z I połowy XIX wieku.

## W pobliżu
Niedaleko cmentarza znajduje się tzw. Antoniówka - zespół budynków wypoczynkowych płockiego Seminarium Duchownego ufundowany przez arcybiskupa Antoniego Juliana Nowowiejskiego i zbudowany w latach 1926-27 wg projektu Stefana Szyllera.
W lasach brwileńskich, przy czerwonym szlaku znajduje się miejsce pamięci. Mogiła upamiętnia egzekucję ponad 300 osób z Płocka i okolic, rozstrzelanych przez hitlerowców w styczniu 1940 roku oraz 16 i 17 stycznia 1945 roku.
Na tablicy widnieje napis: "Tu spoczywają zwłoki bohaterów poległych z rąk hitlerowskich za wiarę i ojczyznę. Nie bój się tych, którzy ciała zabijają, lecz ducha zabić nie mogą."
| L.p. | Obszar AZP                     | Funkcja                                                                      | Okres |
| ---- | ------------------------------ | ---------------------------------------------------------------------------- | --- |
| 1    | Brwilno st. nr 1 AZP 49-53/1   | relikty osady kultury łużyckiej                                              | epoka brązu i wczesna epoka żelaza                                                                       |
| 2    | Brwilno st. nr 2 AZP 49-53/2   | relikty osady                                                                | okres wczesnego średniowiecza                                                                            |
| 3    | Brwilno st. nr 6 AZP 49-53/6   | ślady osadnictwa kultury łużyckiej                                           | epoka brązu i okres wczesnego średniowiecza                                                              |
| 4    | Brwilno st. nr 7 AZP 49-53/7   | ślady obozowiska osady kultury pucharów lejkowatych, osady kultury łużyckiej | okres neolitu epoki kamienia, przełom epoki brązu i wczesnej epoki żelaza, okres wczesnego średniowiecza |
| 5    | Brwilno st. nr 8 AZP 49-53/15  | ślady obozowiska, ślady osadnictwa                                           | okres mezolitu epoki kamienia okres wczesnego średniowiecza                                              |
| 6    | Brwilno st. nr 9 AZP 49-53/16  | relikty osady                                                                | okres wczesnego średniowiecza                                                                            |
| 7    | Brwilno st. nr 10 AZP 49-53/17 | relikty osady                                                                | okres średniowiecza                                                                                      |
| 8    | Brwilno st. nr 4 AZP 49-53/23  | relikty cmentarzyska ciałopalnego kultury pomorskiej                         | wczesna epoka żelaza                                                                                     |